# Patrik Hållander
Patrik Hållander, född 18 november 1965, är en svensk före detta professionell ishockeyspelare. Han är far till den NHL-meriterade ishockeyspelaren Filip Hållander.
Patriks moderklubb är Modo HK.